# Keota (Oklahoma)
Keota es un pueblo ubicado en el condado de Haskell, en el estado estadounidense de Oklahoma. En el año 2010 tenía una población de 564 habitantes y una densidad de 564 personas por km².

## Geografía
Keota se encuentra ubicado en las coordenadas 35°15′25″N 94°55′17″O / 35.25694, -94.92139 (35.256907, -94.921363).

## Demografía
Según la Oficina del Censo, en 2000 los ingresos medios por hogar en la localidad eran de $20,000 y los ingresos medios por familia eran $25,750. Los hombres tenían unos ingresos medios de $25,000 frente a los $13,250 para las mujeres. La renta per cápita para la localidad era de $10,023. Alrededor del 27% de la población estaba por debajo del umbral de pobreza.